# Attività mercantili e volgari italiani

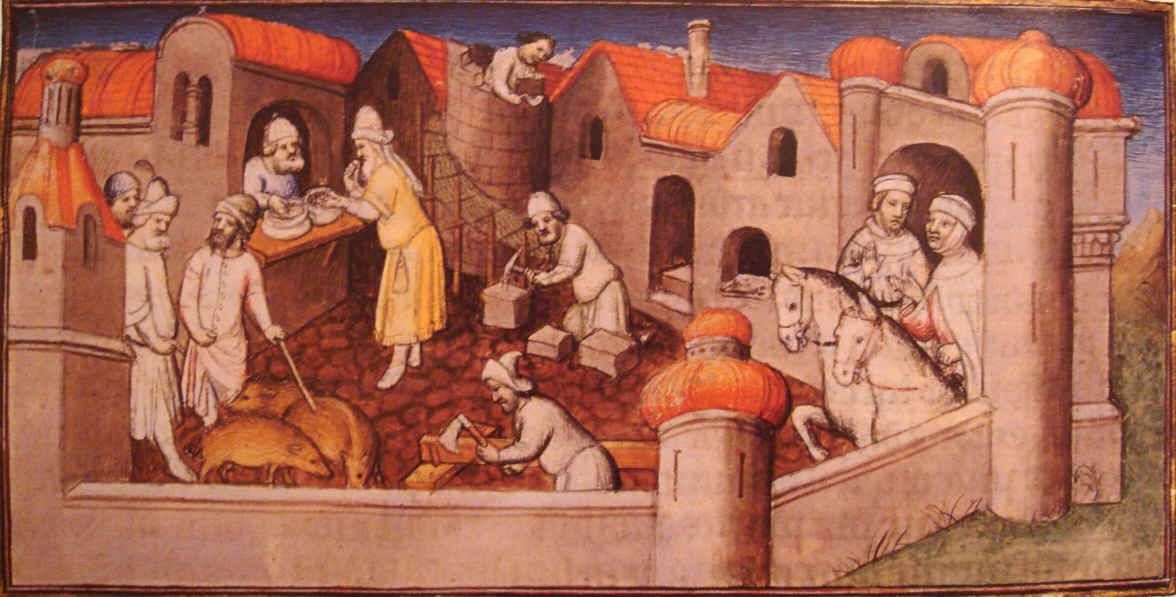
Veduta del porto di Laiazzo visitata da Marco Polo nel 1271, da Le Livre des Merveilles

Il rapporto tra i volgari italiani e l'attività della mercatura è un aspetto fondamentale nella storia linguistica e culturale dell'Italia medievale. Durante l'alto e tardo Medioevo, l'Italia era un crocevia di rotte commerciali, grazie alla presenza delle influenti repubbliche marinare come Venezia, Genova, Pisa e Amalfi. Queste città, situate lungo le coste del Mediterraneo, erano attive nei commerci con l'Oriente, l'Africa e altre regioni europee.
Gli scambi mercantili, soprattutto a partire dal IX secolo, portarono a contatti continui tra mercanti italiani e popolazioni di lingua straniera, contribuendo alla diffusione di termini stranieri nei volgari italiani. Le parole legate alla marineria, al commercio, alle transazioni economiche e alle attività portuali entrarono a far parte del lessico quotidiano, influenzando notevolmente la lingua parlata.
I mercanti, spesso costretti a negoziare in luoghi lontani dalle proprie terre, dovevano comunicare in maniera chiara e precisa. Questa esigenza di chiarezza e la necessità di comprensione reciproca portarono all'uso di espressioni, formule contrattuali e terminologie specifiche, che si diffusero nelle scritture mercantili. Le scritture dei mercanti, come i libri di conto, le pratiche di mercatura e i portolani, divennero importanti fonti linguistiche, riflettendo la realtà delle attività commerciali dell'epoca.
Questo intenso scambio di termini e l'arricchimento lessicale che ne derivò influenzarono profondamente lo sviluppo dei volgari italiani, contribuendo alla formazione di una lingua nazionale più complessa e articolata. L'interazione tra i mercanti e la lingua locale fu reciproca: mentre i mercanti adottavano termini locali per facilitare la comunicazione, le comunità locali erano esposte a nuove parole e concetti attraverso i commercianti stranieri.
In breve, l'attività della mercatura costituì una componente significativa nell'evoluzione dei volgari italiani, incanalando l'interazione tra culture diverse e contribuendo a plasmare il panorama linguistico e culturale dell'Italia medievale.

## Contesto storico
Nel Medioevo, sia i mercanti che le donne associate a loro avevano la necessità di imparare a leggere e scrivere per gestire i loro affari. In particolare, in Toscana, la professionalizzazione del mestiere mercantile richiedeva competenze come la lettura e scrittura delle lettere commerciali e la comprensione degli atti notarili. La scrittura utilizzata, detta "mercantesca," era un tipo corsivo professionale sviluppato nell'ambiente mercantile. Le donne come Guglielma de Niola a Venezia e Margherita Bandini, moglie di un grande mercante, dimostrano l'importanza di queste competenze per la gestione del patrimonio familiare in assenza dei mariti.

## Testi mercantili antichi
L'evoluzione della scrittura contabile e dei libri di ricordanze nel contesto mercantile toscano inizia con il "Conto", la prima registrazione contabile con spese navali, e la "Recordacione", un promemoria in forma latineggiante di spedizioni. I "Frammenti" del 1211 sono la testimonianza più antica di un libro di conti mercantile, mostrando la professionale scrittura contabile toscana. A Firenze, dal Duecento, si introduce la partita doppia nei libri mastri. Essendo legati ai notai, questi scritti contabili riflettono le peculiarità linguistiche notarili.
I libri di conto sono una preziosa fonte per conoscere i volgari antichi. Da questi discende il libro di ricordanze, registrando attività commerciali e dettagli familiari. I libri di ricordanze, diffusi in Toscana fra Tre e Quattrocento, si aprono a narrazioni spontanee. Alcuni, come il Libro di buoni costumi di Paolo da Certaldo, hanno inclinazioni moralistiche, altri, come i Ricordi di Giovanni di Pagolo Morelli, sono autobiografici. Se escludiamo tali esempi, i libri di ricordanze sono caratterizzati da brevi annotazioni, scritte con scopi pratici e documentari.
Questa tipologia testuale, derivante da tradizioni notarili latine e contabilità in volgare, spesso si orienta verso l'oralità. L'abilità linguistica dell'autore non è sempre evidente nelle semplici registrazioni di matrimoni o operazioni commerciali, ma diventa chiara quando si devono descrivere eventi imprevisti, mostrando le caratteristiche linguistiche dei semicolti. In breve, più la narrazione aumenta, più si incontrano peculiarità linguistiche tipiche dei semicolti.

### Conto navale pisano
Il Conto navale pisano è un noto resoconto di spesa relativo all'allestimento di una flotta navale risalente alla prima parte del XII secolo (per alcuni storici alla fine dell'XI secolo) prodotto a Pisa, principale porto della Toscana, in una lingua volgare pan-toscana e oggi conservato nella biblioteca pubblica di Filadelfia. Per la sua attuale collocazione è detta anche Carta di Filadelfia.

### Recordacione
Il promemoria (in veneziano recordacione) di Piero Corner riguarda la spedizione di lana, formaggio e due botticelle di vino al padre Filippo a Venezia, con l'uso della nave di Marco Griti e il pagamento del noleggio da parte del destinatario. Sebbene scritto in un latino approssimativo, evidenzia una struttura tipica del volgare, suggerendo che originariamente fosse un testo pensato e pronunciato in italiano.

## Le lettere
Le lettere dei mercanti svelano la loro duplice natura: da un lato sono semplici e formulari, adattandosi alle esigenze informative; dall'altro raccontano avventure e vicende personali rischiose in ambienti ostili. Un esempio è la lettera del pellicciaio veneziano Nicoleto Gata, fatto prigioniero, che chiede aiuto per essere riscattato. Espressioni vivaci delle lettere mercantili, spesso riflessi del parlato, si ritrovano anche nella letteratura toscana antica. La forte mobilità dei mercanti li espone a diverse lingue, portando a ibridismo linguistico. Le lettere offrono preziose informazioni linguistiche e storiche per molti centri italiani.

## Pratiche di mercatura e portolani

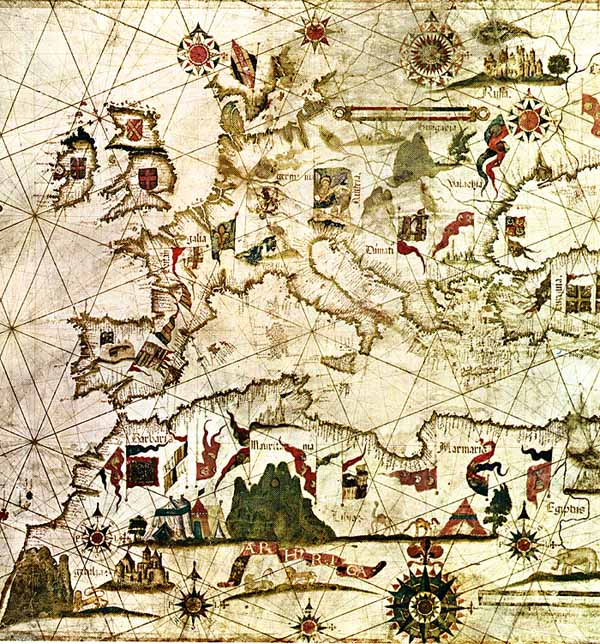
Carta portolanica di Diego Homem, XVI secolo, Europa e Africa settentrionale

Un'ulteriore menzione va fatta per due altre forme di scrittura tipicamente utilizzate dai mercanti: le pratiche di mercatura e i portolani.
Le pratiche di mercatura, chiamate "tariffe" a Venezia, consistevano in quaderni miscellanei contenenti una varietà di informazioni utili ai mercanti. Queste informazioni venivano raccolte da diverse fonti, includendo problemi matematici, frammenti letterari, dati astronomici e informazioni commerciali su pesi, misure e cambi nei porti del Mediterraneo. Una teoria interessante suggerisce che Marco Polo avesse scritto una pratica di mercatura in volgare durante i suoi viaggi in Oriente, che potrebbe essere stata utilizzata da Rustichello da Pisa nella scrittura della narrazione di Marco Polo.
I portolani, invece, sono libri che descrivono le rotte marittime, fondali, coste, porti e distanze tra i vari punti di ormeggio nel Mediterraneo. Il portolano più antico della tradizione italiana è il "Compasso de navegare," anonimo e contenuto in un manoscritto del 1296. Queste fonti sono preziose per il lessico marinaresco antico.
Entrambe le forme, pratiche di mercatura e portolani, ebbero una notevole diffusione, soprattutto in Toscana e in area veneta, ma sopravvivono in pochi esemplari. La loro conservazione era spesso precaria, poiché erano esposti alle sfide della navigazione e venivano conservati solo finché erano necessari.

## Contributo lessicale
È cruciale riconoscere il contributo fondamentale delle scritture dei mercanti all'enrichimento del lessico italiano, specialmente nelle parole legate alla marineria e al commercio.
Le repubbliche marinare (come Venezia, Pisa, Genova, Amalfi) instaurarono rapporti economici con il Levante e l'Africa fin dal IX secolo, portando molte parole straniere ad affermarsi progressivamente nei volgari italiani a partire dal Duecento. I mercanti veneziani, ad esempio, influirono notevolmente nella diffusione di termini bizantini in Italia.
La ricchezza del lessico mercantile spesso emerge anche nella scrittura letteraria, specialmente nelle novelle. Nel Novellino, nella novella X, si utilizzano formule contrattuali tipiche come "con queste condizioni e patti," "a certo termine," e "al termine ordinato" (indicante la scadenza), simili a quelle presenti nei libri di conto e ricordanze. Nella celebre novella decameroniana di madama Iancofiore e di Salabaetto, mercante fiorentino (Dec. VIII, 10), l'ambito commerciale è pervaso da parole, molte delle quali d'oltremare, come fondaco, dogana, doganieri, sensali, magazzino, materasso di bambagia, bucherame, cipriana, derrate, ecc.
Va notato, inoltre, che i mercanti medievali manifestavano spesso interessi in ambito letterario. Il codice Vaticano latino 3793, uno straordinario libro-registro e il più importante canzoniere della poesia italiana antica, sembra essere stato curato da mercanti-copisti non professionisti della penna, con legami nell'ambiente delle botteghe e dei commerci, dimostrando un'interessante connessione tra il mondo del commercio e la produzione di testi.